# Zero Hour
Zero Hour ist eine dokumentarische Fernsehserie. Sie handelt von tragischen Ereignissen, die das Weltgeschehen beeinflussten.

## Produktion und Ausstrahlung
Die Serie wurde nach kanadischer Idee in Großbritannien produziert. Die Ausstrahlung erfolgte in Kanada und den USA auf dem History Channel und in Großbritannien auf BBC. Eine Folge dauert maximal eine Stunde. 
Die erste Staffel war im deutschsprachigen Raum auf dem Discovery Channel zu sehen. Einzelne Folgen wurden später auch auf N24 ausgestrahlt.

## Episodenliste

### Staffel 1
- Disaster at Chernobyl (Nuklearkatastrophe von Tschernobyl)
- Massacre at Columbine High (Amoklauf an der Columbine High School)
- The Last Hour of Flight 11 (Terroranschläge am 11. September 2001)
- Terror in Tokyo (über den Sarin-Gas-Anschlag in der U-Bahn von Tokyo)

### Staffel 2
- The Bali Bombing (Anschlag von Bali 2002)
- One of America’s Own (Bombenanschlag auf das Murrah Federal Building in Oklahoma City)
- The Sinking of the Estonia (über das Sinken der Estonia)
- The King of Cocaine (Pablo Escobar)
- Capturing Saddam (über die Gefangennahme von Saddam Hussein)
- The Plot to Kill the Pope (über das Attentat auf Johannes Paul II.)

### Staffel 3
- SAS Mission Impossible (Operation Barras im Bürgerkrieg in Sierra Leone)
- Falling Star - Columbia (Absturz der Raumfähre Columbia während der Mission STS-107)
- A Royal Massacre - Nepal (Massaker an der nepalesischen Königsfamilie durch Dipendra)
- Hostage Rescue in Lima (Geiselnahme in der japanischen Botschaft Lima 1996)
- The North Hollywood Shootout (North-Hollywood-Schießerei)
- Shoot-Out in Marseilles (Air-France-Flug 8969)